# Sébastien Grimaldi
Sébastien Grimaldi (* 10. September 1979 in Givors) ist ein ehemaliger französischer Fußballspieler.

## Karriere
Grimaldi wurde in Givors in Frankreich geboren und begann seine Karriere bei Saint-Romain Engier. 1992 wechselte er dann zum Verein Oullins. Dort blieb er, bis er 1995 zu Olympique Lyon wechselte, seine erste Station bei einem großen Verein.
2000 wechselte Grimaldi zum AS Cannes, wo er allerdings nur zwei Jahre blieb und zu SCO Angers transferiert wurde. Nach drei Jahren bei Angers SCO wechselte er nach Belgien zu Excelsior Mouscron.
Am 31. Januar 2007 wechselte er nach England zum FC Chesterfield. Sein Debüt machte er am 3. Februar 2007 bei einer 0:1-Niederlage gegen den AFC Bournemouth.
Im Juli 2008 unterschrieb er einen Vertrag beim zyprischen Verein APOP Kinyras Peyias, mit dem er am 17. Mai 2009 den zyprischen Pokal gewann.

## Erfolge und Titel
- Zyprischer Pokal 2009